# Croacia en los Juegos Paralímpicos de Pyeongchang 2018
Croacia estuvo representada en los Juegos Paralímpicos de Pyeongchang 2018 por siete deportistas, seis hombres y una mujer.

## Medallistas
El equipo paralímpico croata obtuvo las siguientes medallas:
| Nombre         | Deporte      | Evento                    |
| -------------- | ------------ | ------------------------- |
| Oro            |              |                           |
| Dino Sokolović | Esquí alpino | Eslalon sentado masculino |
| Plata          |              |                           |
| —              |              |                           |
| Bronce         |              |                           |
| Bruno Bošnjak  | Snowboard    | Eslalon SB-LL1 masculino  |